# Radziwiłłówka (gmina)
Radziwiłłówka, 1863–1919 Aleksandrówka (ros. Радзивилловская волость, Александровская волость, lit. Aleksandruvkos valsčius, Radziviluvkos valsčius) – dawna gmina wiejska istniejąca w latach 1861–1934 na Białostocczyźnie. Siedzibą gminy była Radziwiłłówka (1863–1919 pod nazwą Aleksandrówka).

## Imperium Rosyjskie
Gmina zbiorowa Radziwiłłówka powstała w wyniku reformy struktur administracyjnych państwa rosyjskiego w 1861 roku. Była częścią powiatu bielskiego należącego (od 1843) do guberni grodzieńskiej. Po powstaniu styczniowym nazwa wsi i gminy została zmieniona na Aleksandrówka. W 1890 roku gmina Aleksandrówka obejmowała 48 miejscowości i zamieszkiwało ją 4812 osób. Była to najdalej na południe wysunięta gmina powiatu bielskiego.
29 kwietnia 1875 prawa miejskie utracił Niemirów, który jako miasteczko podległ administracji gminy Aleksandrówka.
11 czerwca 1892 wszedł w życie nowy statut miejski, który ograniczył samorządność miejską, a na mocy którego wiele miast guberni grodzieńskiej zamieniono w miasteczka. Zdegradowane miasto Mielnik podległo w następstwie statutu z czasem administracji gminy Aleksandrówka.

## I wojna światowa
Podczas I wojny światowej gmina wraz z powiatem bielskim należała do okupowanego przez Niemcy Ober-Ostu (w okręgu Białystok), gdzie znacznie zmieniono granice oraz podział administracyjny powiatu bielskiego. Spośród jego 15 gmin, zachowano 9 i zniesiono 6, ponadto utworzono 10 nowych; zmieniły się też granice gmin. W odniesieniu do gminy Aleksandrówka:
- północną część gminy Aleksandrówka włączono do nowej gminy Milejczyce (Żerczyce i Nurzec-Osada),
- dwa zachodnie fragmenty gminy Aleksandrówka włączono do gminy Siemiatycze (Moszczona Pańska i Olendry),
- do gminy Aleksandrówka włączono fragment zniesionej gminy Rohacze z powiatu brzeskiego ze zniesionej guberni grodzieńskiej (Borysowszczyzna),
- do gminy Aleksandrówka włączono fragment gminy Wysokie Litewskie z powiatu brzeskiego ze zniesionej guberni grodzieńskiej (Werpol).

Podział ten w dużej mierze zachowano, kiedy powiat bielski przeszedł w sierpniu 1919 pod administrację polską.

## II Rzeczpospolita
W okresie międzywojennym gmina należała do powiatu bielskiego w nowo utworzonym województwie białostockim, której przywrócono jej oryginalną nazwę Radziwiłłówka. Była to najdalej na południe wysunięta gmina województwa białostockiego.
28 października 1919 z południowej części gminy Radziwiłłówka wyodrębniono miasteczko Mielnik, któremu przywrócono status miasta.
Według Powszechnego Spisu Ludności z 1921 roku gminę Radziwiłłówka zamieszkiwało 3520 osób, wśród których 1493 były wyznania rzymskokatolickiego, 1802 prawosławnego, 7 ewangelickiego, 1 greckokatolickiego, a 217 mojżeszowego. Jednocześnie 2233 mieszkańców zadeklarowało polską przynależność narodową, 1094 białoruską, a 123 żydowską. Było tu 598 budynków mieszkalnych.
16 października 1933 gminę Radziwiłłówka podzielono na 16 gromad: Borysowszczyzna, Grabarka, Maćkowicze, Mętna, Moszczona, Niemirów, Nurzec (stacja kolejowa), Osłowo, Pawłowicze, Radziwiłłówka, Sokóle, Sutno, Sycze, Szerszenie, Wajków i Werpol.
13 czerwca 1934 zniesiono miasto Mielnik, a jego obszar przekształcono w gromadę Mielnik, którą włączono do gminy Radziwiłłówka. 
Gminę Radziwiłłówka zniesiono z dniem 1 października 1934, a jej obszar wszedł w skład:
- nowej gminy Mielnik – gromady Borysowszczyzna, Grabarka, Maćkowicze, Mętna, Mielnik, Moszczona, Niemirów, Nurzec (stacja kolejowa), Osłowo, Pawłowicze, Radziwiłłówka, Sokóle, Sutno, Sycze, Szerszenie, Wajków i Werpol,
- gminy Milejczyce – gromada Nurzec (stacja kolejowa), która zniesiono, połączączywszy z gromadą  Nurzec-Osada tamże.